# Новогригоровка (Новониколаевский район)
Новогриго́ровка (укр. Новогригорівка) — село,
Софиевский сельский совет,
Новониколаевский район,
Запорожская область,
Украина.
Код КОАТУУ — 2323685906. Население по переписи 2001 года составляло 67 человек.

## Географическое положение
Село Новогригоровка находится на левом берегу реки Верхняя Терса,
выше по течению на расстоянии в 1 км расположено село Николай-Поле,
ниже по течению на расстоянии в 3,5 км расположено село Перепелячье,
на противоположном берегу — село Новотерсянское.
Через село проходит автомобильная дорога Т-0408.

## История
- 1920 год — дата основания.